# F6D (航空機)
F6Dとは、アメリカ海軍の艦上戦闘機である。1950年代の後半に計画され、ダグラス社により開発が行われたが、製造はされず計画のみに終わった。愛称はミサイリアー(Missileer)。

## 概要
第二次世界大戦後、防空兵器として誘導ミサイルの発達が続いていた。1950年代の後半になると、アメリカ海軍は艦隊防空用に長距離空対空ミサイルのみを搭載した戦闘機を構想した。機体のコンセプトは「長距離空対空ミサイルを多数搭載し長時間滞空できる」というものであり、格闘戦能力などは考慮されず、超音速飛行能力も要求されていない。1958年には、構想が固まり、ダグラス社に対して発注された。
しかし、F6Dは、大型過ぎること、低速で機動性能が低いことから、長距離対空ミサイルを用いた防空任務以外には全く適さないことにより、コスト高と考えられた。大型である事は航空母艦での運用に支障を生じ、搭載する機数が限られる事になる。また、格闘戦能力が無い事は、他の戦闘機の護衛が必要である事を意味し、これはF6Dのために専任の護衛戦闘機を運用に組み込まなくてはならない（その分更に搭載機数が減ることになる）ことを意味した。結局、当初の要求仕様が間違っていたとされて計画は1960年12月にキャンセルされた。
しかし、「大型レーダー・長距離空対空ミサイル搭載の防空戦闘機」というコンセプトや長時間の滞空を可能とするターボファンエンジンなどは、次期艦上戦闘機であるF-111BやF-14に引き継がれることになる。

## 機体構成

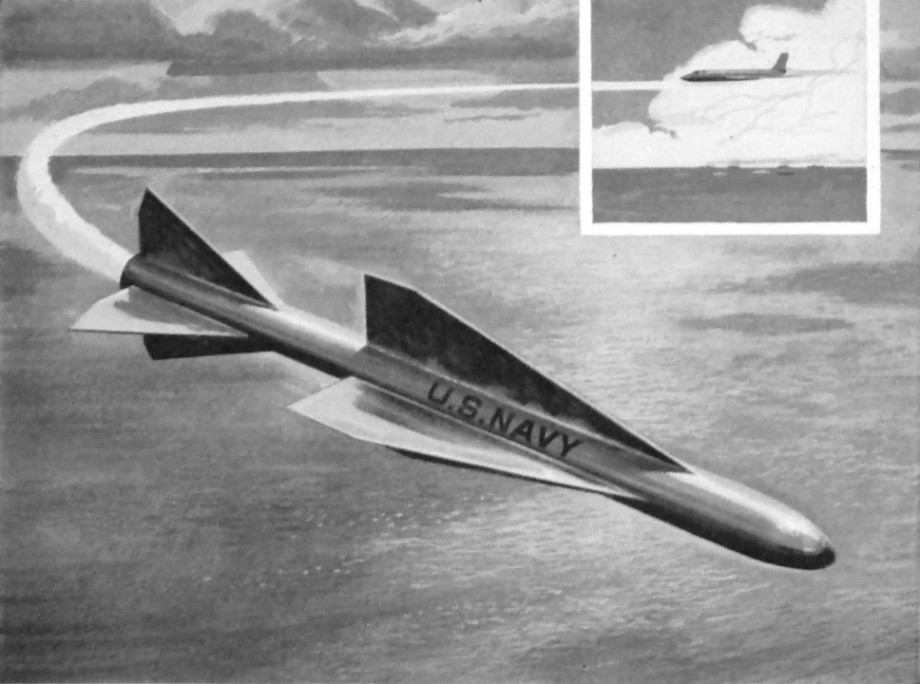
搭載が予定されていた XAAM-N-10 イーグル空対空ミサイルの想像図

XF6Dの機体はF3Dを基にしたものであり、エンジンは胴体脇に装備され、肩翼配置の直線翼となっている。双発のエンジンはP&WのTF30ターボファンエンジンであり、アフターバーナーは装備されていないが、代わりに滞空時間は長く、6時間以上滞空できる計画であった。
搭載レーダーは強力なトラック・ホワイル・スキャン（Track while scan, 捜索中追尾）能力を持ち、探知距離が220km以上のウエスチングハウス製 AN/APQ-81が検討されていた。また、武装には射程185km以上で同時に6目標を攻撃できるXAAM-N-10イーグル空対空ミサイルが予定されていた。なお、イーグル空対空ミサイルには核弾頭型も計画されていたが、通常弾頭型も含め計画中止となっている。

## 要目（計画値）
- 乗員：3名（操縦手2名、武器操作員1名）
- 全長：15.6m
- 全幅：17.8m
- 全高：5.7m

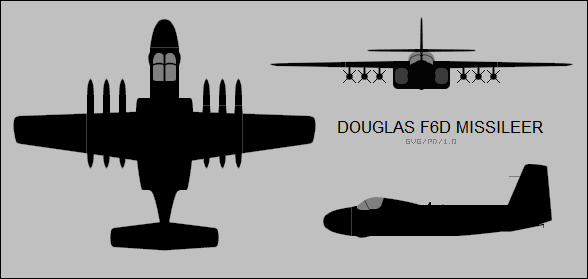
F6D 三面シルエット図(完成予想)

- エンジン：P&W TF30 （推力 45.5KN）アフターバーナーなし
- 武装：AAM-N-10 イーグル空対空ミサイル 6発